# Władimir Popow (zapaśnik)
Władimir Albiertowicz Popow (ros. Владимир Альбертович Попов; 21 listopada 1963 w Barnaule, zm. 2 sierpnia 2025) – radziecki zapaśnik w stylu klasycznym. Brązowy medalista igrzysk w Seulu 1988 w kategorii 90 kg.
Złoty medalista mistrzostw świata z 1987 roku, mistrz Europy z 1987 i 1989. Pierwszy w Pucharze Świata w 1986 roku.
Dwukrotny mistrz Związku Radzieckiego w 1987 i 1988, wicemistrz z 1984 i 1985 roku.
Był ojcem australijskich zapaśników: Iwana Popowa, olimpijczyka z Rio de Janeiro 2016 i Władimira Popowa medalisty mistrzostw Wspólnoty Narodów w 2011 roku.